# Valettiopsis dentatus
Valettiopsis dentatus är en kräftdjursart som beskrevs av Edward Morell Holmes 1908. Valettiopsis dentatus ingår i släktet Valettiopsis och familjen Lysianassidae. Inga underarter finns listade i Catalogue of Life.